# Hans Växby
Hans Växby, (tidigare Wäxby) född den 17 november 1944 i Nässjö, Sverige, död den 30 mars 2025 i Vanda, Finland, var en svensk pastor och biskop emeritus inom Metodistkyrkan.
Efter sin pastorsutbildning i Göteborg var Växby verksam som pastor inom Metodistkyrkan i Finland från 1968, bland annat i Jakobstad och Borgå. År 1989 valdes han till biskop för Nordeuropa (inkl. Norden och Estland i dåvarande Sovjetunionen) för en åttaårsperiod, med biskopssäte i Helsingfors. År 1997 blev han omvald för en fyraårsperiod – den längsta tillåtna mandatperioden för en biskop inom Metodistkyrkan är sammanlagt tolv år.
Växby valdes 2005 till biskop för kyrkans arbete i Eurasien, dvs. Ryssland och sju andra tidigare sovjetrepubliker, med säte i Moskva. Han pensionerades 2012 och bodde till sin död i Vanda i Finland.

## Raferenser
1. ↑  ”Biskop Hans Växby är borta”. Kyrkpressen. 31 mars 2025. https://www.kyrkpressen.fi/nyheter/62914-biskop-hans-vaxby-ar-borta.html. Läst 24 april 2025.
2. ↑  ”Christian Alsted: In Memory of bishop Hans Växby 1944-2025”. United Methodist Church, Nordeuropa. 1 april 2025. https://www.umc-ne.org/news-events/in-memory-of-bishop-hans-vaxby-1944-2025/. Läst 24 april 2025.